# Szelmenci székelykapu

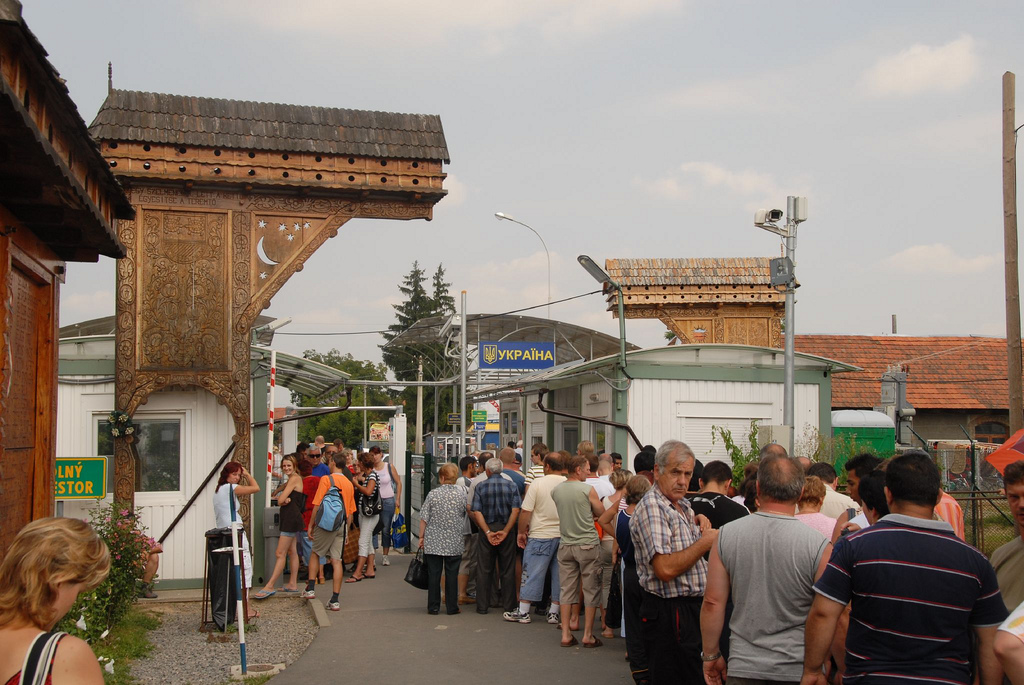
Az ukrán határállomás 2008-ban

A szelmenci székelykapu Sátoraljaújhelytől 50 kilométerre, egy magyarok lakta ikerfalut (Kisszelmenc (ma Ukrajna) és Nagyszelmenc (ma Szlovákia)) elválasztó ukrán-szlovák határátkelőnél áll. A székelykapu egyik fele Szlovákiában található, a másik fele pedig 8 méterrel odébb, Ukrajnában.

## Története
Nagyszelmenc és Kisszelmenc, a két magyarok lakta ikerfalu az Osztrák–Magyar Monarchia felbomlása után, az első világháborút lezáró Párizs környéki békeszerződésekkel került az akkor létrehozott, de azóta szétesett Csehszlovákiához. Addig 1000 éven át Magyarország szerves része volt. Az első bécsi döntés – 1938. november 2. – után újra Magyarországhoz tartozott. A második világháború után, a jaltai konferencia megállapodásainak következtében, teljes egészében Csehszlovákiához (a csehszlovák kontinuitás szellemében a győztesek oldalára került Szlovákiához) került volna vissza, de az – azóta ugyancsak szétesett – Szovjetunió erőszakkal nyugatra tolta határait. 1945-ben az újjáalakuló Csehszlovákiának le kellett mondania a Csap-Ungvár vasút- és az Ung folyó vonaláról, mert attól tíz-tizenöt kilométerre nyugatabbra húzták meg a csehszlovák-szovjet (a mai szlovák-ukrán) határt. Először a határt drasztikusan úgy húzták meg, hogy az egyik, Szelmenc közepén található házat elválasztották a kertjétől. A tervek szerint a határ az utca másik oldalán kettészelte volna a temetőt is. Azonban sikerült annyi módosítást elérni, hogy a végleges határvonalat a temetőt kikerülve jelölték ki. Így aztán a szülők és hozzátartozók sírjára szánt virágcsokrok úgy kerülhettek a sírokra, hogy hogy a határ egyik oldaláról átdobták a másik oldalra.  Amikor meghalt valaki Szelmencen, a túloldali rokonok, ismerősök kimentek a határvonalat jelző szögesdrót kerítésig és onnan hallgatták a temetési szertartást, majd végigkísérték a kerítés mellett a frissen ásott sír felé a halottat.
A Szovjetunió szétesése után Kisszelmenc a megszülető ukrán állam felségterülete lett.
A szovjet időszakban a település főutcáján húzódott a szögesdrót kerítés, így a közeli hozzátartozók évtizedekig nem látogathatták egymást, még keresztelőkor vagy temetéskor sem. Ez az állapot megmaradt a Szovjetunió felbomlása után is, sőt Szlovákia EU-s tagságát követően is. Ekkor az USA szenátusában kezdtek foglalkozni az esettel.
Sokáig gondot okozott a temető hiánya, mivel a közös temető a határ másik oldalán maradt. A határ elszakította a kisszelmencieket a szeretteik sírjától is. A mai napig él az a szokás, hogy halottainkat kivisszük a vasfüggönyhöz, hogy a határ túloldalán élő rokonok végső búcsút vehessenek tőlük.
A Kárpátaljai településről nagyon bürokratikus az átjárás Szlovákia európai uniós tagsága miatt, bár 2005 karácsonya előtt kis határátlépőt nyitottak a nagymértékű nemzetközi felháborodásra. Szlovák oldalról leegyszerűsödött az átjárás távolságban és időben. Korábban 50–80 km távolságot kellett megtenni egy rövid séta helyett és a szlovákiai Szelmenc katolikus lakosainak 650 km távolságot kellett megtenniük a pozsonyi ukrán konzulátusig és vissza, hogy a szükséges vízummal a zsebükben a falu katolikus templomába eljuthassanak a misére.
A határon mementónak szánt félbevágott székelykapu felállításának ötlete a BURCS baráti társaságtól származik, akik közül Gilányi István Nagyszelmencen született. A két félbevágott székelykaput Bajusz Barnabás, Fuksz Sándor, Gilányi István és Kajla János  készíttették el erdélyi fafaragókkal.

### A határátkelő

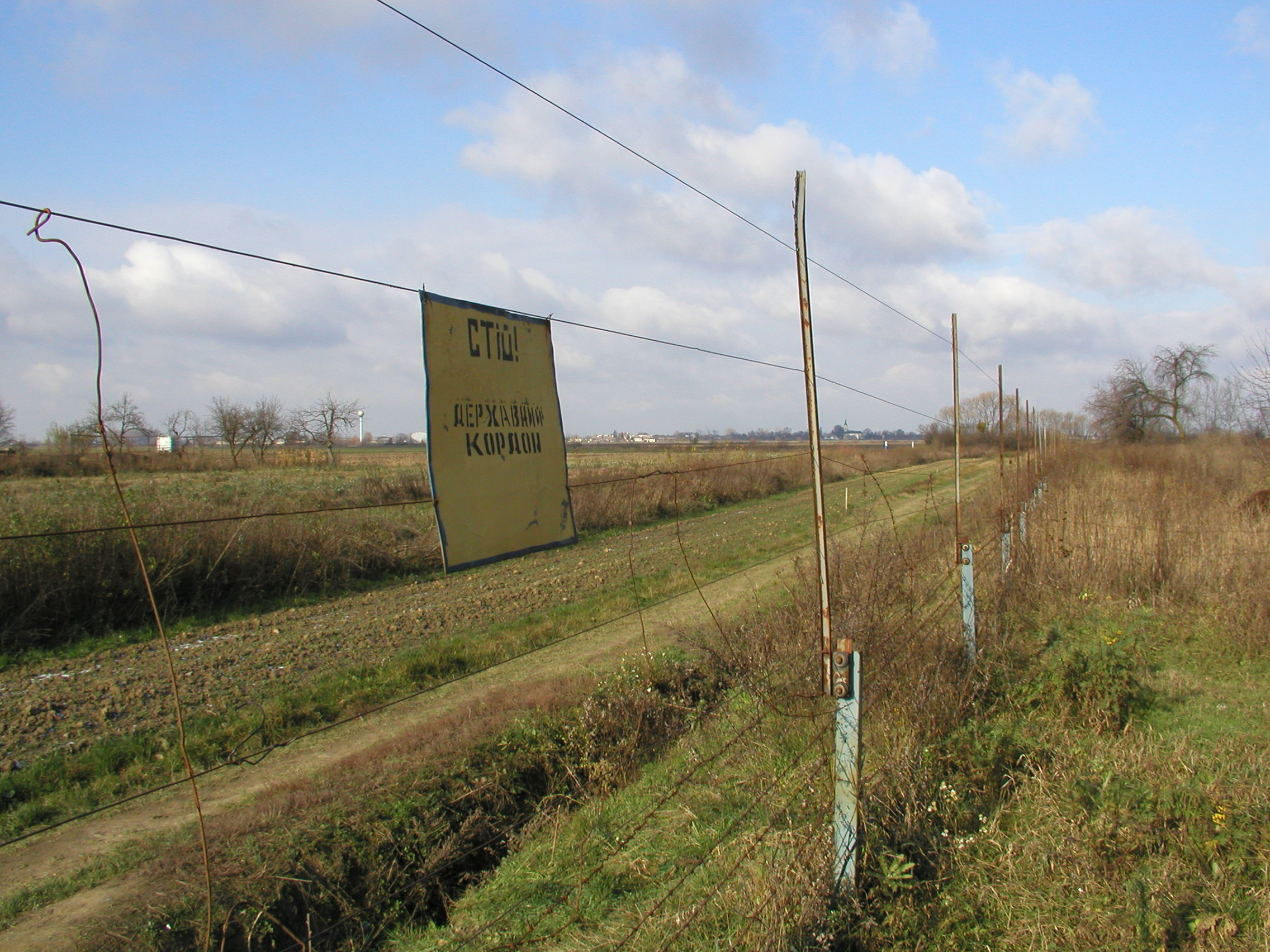
Az ukrán-szlovák határ Kisszelmencnél

Zelei Miklós író, újságíró tevékenysége Kis- és Nagyszelmencen
Zelei Miklós 1994. szeptember elején kezdte kutatni az ikerfalu kettévágásának történetét. Munkáját a határnyitást kérő emberi jogi követelések felpezsdülése kísérte. Több év kutatás után írta meg a „Szelmencek” történetét bemutató, A kettézárt falu című dokumentumregényét. A szerző főleg családtörténeteket gyűjtött az ikerfalu ukrajnai és szlovákiai felében, amelyek egymást folytatva, kiegészítve beszélik el az egyének és a közösség történetét. A regény megjelenése után, 2004. április 21-én az Amerikai Egyesült Államok Kongresszusának kétszáz tagú Emberjogi Frakciója a Magyar Amerikai Kongresszusi Kapcsolatok Központjának kezdeményezésére meghallgatást tartott Washingtonban, a nagy- és kisszelmenci határátkelő megnyitásának ügyében, amelyen a könyv szerzője szakértőként vett részt. Zelei Miklós Szelmenc történetét Zoltán újratemetve című tragigroteszk színdarabjában is megörökítette. A darabot Vidnyánszky Attila rendezte, 2013 óta repertoáron van a beregszászi társulat előadásában.
A szögesdrót eltávolítását csak azután kezdték el az ukrán hatóságok, hogy a két kormány határátkelő létesítéséről állapodott meg. 2003. október 18-án a két Szelmenc lakói a kettészakítás 60. évfordulóján, falujuk országhatárán egy kettévágott székelykaput állítottak fel. Az ukrán kormány 2005. november 22-i rendeletével elfogadta azt a nemzetközi megállapodást, amelynek alapján Ukrajna és Szlovákia államhatárán átkelő nyílik az ukrán, a szlovák és az európai gazdasági térségbeli polgárok számára.
A kettévágott település között 2005. december 23-án nagy ünnepséggel nyitották meg az új határátkelőt, mely véget vetett a hatvanéves szétszakítottságnak. Az átkelőt gyalogosok és kerékpárosok vehetik igénybe. Szlovákia európai uniós csatlakozása miatt az ukrán oldalról továbbra is vízumot kell váltani a belépéshez.
A határátkelőt egy félbevágott székelykapu jelzi, melynek egyik fele Kis-, míg másik fele Nagyszelmenc oldalán áll, előbbin egy rövid verssel az „egyesülés” örömére:
Egy Szelmencből lett a kettő, egyesítse a Teremtő

Áldjon Isten békességgel, tartson egybe reménységgel

Mi reményünk megmarad, összeforr mi szétszakadt

Két Szelmencnek kapuszárnya, falvainkat egybezárja.
Jelenleg két közúti és két vasúti határátkelő működik Ukrajna és Szlovákia között.

## Film
Jaro Vojtek szlovák filmrendező „Hranica” (Határ) címmel egy dokumentumfilmet forgatott 2001 és 2007 között a szlovák-ukrán határon fekvő kettéosztott faluról, Szelmencről. Jaro Vojtek így nyilatkozott a filmkészítés okairól:  „Volt osztálytársam, Tibor, elment a faluból, az ő barátja öngyilkos lett, egy másik pedig csempészésre adta a fejét. Szerintem én is hasonlóan végeztem volna. Vagy csempész lennék, vagy már halálra ittam volna magamat, de biztosan rosszul jöttem volna ki az egészből".
- Hranica
- The Border

## Lásd még
- Nagyszelmenc
- Kisszelmenc

## Külső hivatkozások
- Szelmenci utazás
- Ki hallott már Szelmencről
- Magyarok a pokol tornácán
- L. Juhász Ilona: Fába róva, földbe ütve...
- A Hranica című dokumentumfilm weboldala szlovák nyelven
- Kormorán együttes: Elveszített kézszorítás (Szelmenc, a kettészakított falu)